# AppLocale
AppLocale은 마이크로소프트사가 개발한 윈도우 XP, 윈도우 서버 2003을 위한 도구이다. 사용자가 선택한 로캘에서, 유니코드 (코드 페이지 기반)를 사용하지 않는 응용 프로그램을 실행할 수 있게 도와 주는 프로그램이다. 로캘을 변경할 경우 윈도 다시 시작을 요구하기 때문에 앱로캘은 특히 아시아에서 출시된 프로그램을 사용하는 서양의 사용자들에게 인기가 있다. 이 프로그램은 AppPatch라는 이름의 윈도 디렉터리의 하부 폴더에 자체적으로 설치되며 사용자가 실행할 프로그램과 원하는 코드페이지를 묻는 창이 나타난다. 프로그램을 직접 실행하도록 바로 가기를 만들 수도 있다.
앱로캘은 수많은 프로그램을 지원하지만, 모든 비유니코드 프로그램을 지원하는 것은 아니다. 앱로캘은 일반 윈도 소매품에 포함되어 있지 않지만 마이크로소프트의 웹사이트에서 무료로 내려 받아 실행할 수 있다.